# Линкольн (футболист)
Ка́ссио де Со́уза Соа́рес (порт. Lincoln Cássio de Souza Soares; 22 января 1979, Сан-Брас-ду-Суасуи, Минас-Жерайс, Бразилия), более известный как Линкольн — бразильский футболист, полузащитник.

## Карьера

### «Атлетико Минейро»
Линкольн начал заниматься футболом с девяти лет в академии клуба «Атлетико Минейро». Благодаря хорошей дисциплине и технике он был вызван в основную команду в возрасте 17 лет. В 1999 году был основным игроком команды, которая выиграла чемпионат штата Минас-Жерайс, забил победный гол в финальном матче против принципиального соперника «Атлетико» — команды «Крузейро». В том же году он помог «Атлетико» дойти до финала бразильского чемпионата, где его команда уступила «Коринтиансу». В 2000 году Линкольн выиграл второй титул чемпиона штата Минас-Жерайс в составе «Атлетико», снова внеся значительный вклад в победу. После этих успехов на Линкольна обратили внимание сильные европейские клубы.

### «Кайзерслаутерн»
В июле 2001 года Линкольн перешёл в немецкий клуб «Кайзерслаутерн», сумма трансфера составила 3,5 миллиона евро; он был куплен в качестве замены ушедшего в «Баварию» плеймейкера Чириако Сфорцы. Дебютировал в составе «Кайзерслаутерна» 5 августа 2001 года во втором туре чемпионата Германии 2001/02, в матче против мёнхенгладбахской «Боруссии», вышел на поле в стартовом составе, на 65-й минуте его заменил Ратиньо. Два тура спустя Линкольн забил свои первые два гола за «Кайзерслаутерн», в матче против «Гамбурга» в ворота Мартина Пикенхагена, на 18-й и 22-й минутах. В дебютном сезоне футболист провел 29 матчей, забил 10 мячей и получил 5 жёлтых карточек. В сезоне 2002/03 помог команде дойти до финала Кубка Германии, где «Кайзерслаутерн» был обыгран «Баварией» со счётом 3:1. В сезоне 2003/04 из-за разногласий с руководством Линкольн крайне редко появлялся на поле, и его было решено продать.

### «Шальке 04»
В июле 2004 года Линкольн перешёл в «Шальке 04» за 500 тысяч евро. Дебютировал в составе гельзенкирхенцев 24 июля 2004 года в матче Кубка Интертото против «Вардара» из Скопье, выйдя на поле в стартовом составе и отыграв все 90 минут, его команда выиграла 2:1. 10 августа «Шальке» обыграл в первом матче финала Кубка Интертото либерецкий «Слован» 2:1, Линкольн также отыграл весь матч; ответный матч «Шальке» выиграл 1:0 и завоевал этот трофей. Впервые вышел на поле в Бундеслиге в составе «Шальке» 6 августа в матче 1-го тура сезона 2004/05 против бременского Вердера, «Шальке» проиграл тот матч 0:1, Линкольн вышел на замену вместо Свена Верманта на 80-й минуте. В том сезоне Линкольн сыграл 31 матч и забил 12 мячей, 2 из которых с пенальти, помог команде из Гельзенкирхена завоевать серебряные медали в чемпионате. Также в сезоне 2004/05 «Шальке» дошёл до финала Кубка Германии; в финальном матче против мюнхенской «Баварии» Линкольн отличился голом с пенальти, но это не помогло его команде — она потерпела поражение со счётом 1:2. В начале сезона 2005/06 «Шальке» с Линкольном в составе обыграл в финале Кубка немецкой лиги команду «Штутгарт» со счётом 1:0, Линкольн был удалён на 90-й минуте того матча. В сезоне 2005/06 «Шальке» стал в чемпионате 4-м, Линкольн сыграл 44 матча во всех турнирах, забил в них 11 мячей. В сезоне 2006/07 «Шальке» стал в чемпионате вторым, обойдя в борьбе за серебро «Вердер» на 2 очка после того, как в последнем туре гельзенкирхенцы переиграли «Арминию» (Билефельд) со счётом 2:1, Линкольн забил в той встрече один из мячей. Всего в том сезоне он забил 5 мячей в 27 матчах.

### «Галатасарай»
В июне 2007 года Линкольна приобрёл за 4,5 миллиона евро турецкий клуб «Галатасарай», игрок подписал со стамбульцами 4-летний контракт, до 31 мая 2011 года. В первом же своём матче — 12 августа 2007 г., в 1-м туре чемпионата Турции 2007/08 против ФК «Чайкур Ризеспор», он вышел в основном составе и забил гол на 11-й минуте, а на 65-й минуте был заменён Ардой Тураном. В том сезоне «львы» уверенно завоевали золото чемпионата Турции. Линкольн отыграл в сезоне 2007/08 26 матчей и забил 7 мячей.
В сезоне 2008/09 Линкольн стал обладателем Суперкубка Турции, «Галатасарай» обыграл «Кайсериспор» 2:1.

### Бразилия
4 февраля 2010 года было объявлено о переходе Линкольна в «Палмейрас». Футболист подписал с клубом из Сан-Паулу 2-летний контракт.
10 августа 2011 года «Аваи» взял в аренду Линкольна.
6 января 2012 года Линкольн подписал контракт с «Коритибой» сроком на 3 года.

## Достижения
«Атлетико Минейро»
- Чемпион штата Минас-Жерайс (2): 1999, 2000
- Серебряный призёр чемпионата Бразилии: 1999

«Кайзерслаутерн»
- Финалист Кубка Германии: 2002/03

«Шальке 04»
- Обладатель Кубка Интертото: 2004
- Серебряный призёр чемпионата Германии (2): 2004/05, 2006/07
- Финалист Кубка Германии: 2004/05
- Обладатель Кубка немецкой лиги: 2005

«Галатасарай»
- Чемпион Турции: 2007/08
- Обладатель Суперкубка Турции: 2008

«Коритиба»
- Чемпион штата Парана: 2012